# Суворов (град)
Суворов (на руски: Суворов) е град в Русия, административен център на Суворовски район, Тулска област. Населението на града към 1 януари 2018 година е 17 450 души.